# Музейный переулок (Киев)
Музейный переулок расположен в Печерском районе города Киева, местность Липки.
Пролегает от улицы Михаила Грушевского (дважды, образуя форму буквы «Г»).
Протяжённость переулка 288 м.

## История переулка
Возник во 2-й половине XIX столетия, но его сооружения были отнесены к Александровской улице (ныне — улица Михаила Грушевского). С 1955 года — Музейный проезд, от расположенного по нечётной стороне Национального художественного музея Украины. Современное название имеет стихийное происхождение, однако существует как официальное.
Застройка переулка — преимущественно доходные дома начала XX столетия.
Всю нечётную сторону переулка занимает здание Национального художественного музея Украины (построено архитектором Владиславом Городецким в конце XIX столетия как здание Городского музея древностей).

## Памятники архитектуры
- № 4 (жилой дом; 1909);
- № 8 а (флигель; 1911).

## Транспорт
- Ближайшая станция метро — «Площадь Независимости».
- Автобусы 24, 62 (по соседней ул. Михаила Грушевского)